# Kamal Nasser
Pour les articles homonymes, voir Nasser (homonymie).
Kamal Nasser (1924 - 10 avril 1973) est un homme politique et un poète palestinien. Membre important de l'Organisation de libération de la Palestine (OLP), il meurt assassiné par le Mossad au côté de Abou Youssef et de Kamal Adouan à Beyrouth en 1973.

## Biographie
Kamal Nasser est né à Bir Zeit. Chrétien, il est avant le partage de la Palestine fiancé à une juive. Il étudie à l'université américaine de Beyrouth et enseigne le droit à Jérusalem. Il est aussi journaliste. Il intègre le parti Baas, et est directeur de publication du journal Al-Baas à Ramallah. Il compose aussi pour Al-Jil al-Jadid, un périodique littéraire.
Entre-temps, la déclaration d'indépendance de l'État d'Israël a lieu et la guerre israélo-arabe de 1948-1949 éclate. La Transjordanie gagne la Cisjordanie et devient alors la Jordanie. Ainsi, en 1956, il est élu député baas au Parlement jordanien. Mais en 1947, il est contraint à l'exil par le roi Hussein. Il part pour Le Caire, et admire l'union entre la Syrie et l'Égypte en 1958. Il est très déçu de l'échec de la République arabe unie en 1961, et s'attaque alors par écrit au président égyptien Gamal Abdel Nasser, et finit par être expulsé.
Il séjourne tout d'abord à Paris, puis rejoint Damas. Il retourne finalement en Palestine, à Ramallah, peu avant le déclenchement de la Guerre des Six Jours. Israël conquiert la Cisjordanie, ce qui permet à Nasser de rencontrer des personnalités israéliennes. Il crée avec Ibrahim Bakr le "Groupe de Ramallah", et finit par être expulsé en décembre 1967.
Il rejoint l'OLP dès son expulsion. Il devient l'éditeur du journal de l'OLP, Filastin al-Thawra. De février 1969 à juillet 1971, il entre dans le comité exécutif de l'OLP comme porte-parole de l'organisation.
Il est assassiné lors d'un raid israélien le 10 avril 1973, lors d'une des opérations de la "Vengeance de Munich", en rapport avec la prise d'otages des Jeux olympiques de Munich en 1972. Abou Youssef et Kamal Adouan sont assassinés en même temps.